# Ramón Ibarra Montejano
Ramón Ibarra Montejano, más conocido como El Chino Ibarra, fue un futbolista mexicano que jugaba en la posición de defensa central. Jugó de 1962 a 1968 con el Club Deportivo Cruz Azul, equipo con el cual se logró el ascenso a la primera división profesional en la temporada 1963-1964.
Posteriormente continuó con el equipo de Cruz azul cuatro temporadas más hasta 1968 para después retirarse.
- Datos: Q6099722